# José Galhoz
José António das Neves Galhoz é um arquitecto modernista português.
Apesar de não estar publicado e de não ter uma vasta obra, é autor de obras marcantes da arquitectura de meados do século XX, em Portugal.
Das suas obras destacam-se, o Pavilhão de Fiscalização da Construção da Ponte da Arrábida, de 1958 e, as Portagens de Sacavém de 1957.
Foi nomeado "Membro Honorário da Ordem dos Arquitectos em 2003